# Colaspis elegans
Espèce
Colaspis elegans est une espèce de coléoptères de la famille des Chrysomelidae et de la sous-famille des Eumolpinae. C'est une espèce de couleur bleue métallisée en dessous et violacée au-dessus, trouvée à Rio de Janeiro, au Brésil.
Il existe une certaine confusion concernant l'existence d'une autre espèce portant le même nom Colaspis elegans (Lefèvre, 1883), synonyme de Metaxyonycha elegans Lefèvre, 1883, et originaire du Brésil. 
Il existe aussi le nom Colaspis elegans Dej., décrivant une espèce originaire de Veracruz, au Mexique.